# Palacio Yusúpov (Crimea)
El Palacio Yusúpov (en ucraniano: Юсуповський палац; en ruso: Юсуповский дворец) es un palacio situado en la localidad de Koreiz, cerca de Yalta en Crimea en el sur de Ucrania. Fue construido para el príncipe Félix Yusupov (Soumorokov-Elston), padre del príncipe Félix Yusúpov en 1909 por un arquitecto responsable del palacio imperial de Livadia en la cercana Yalta. El palacio, cuyo estilo se puede describir como Rinascimento, cuenta con un parque romántico con plantas exóticas y una bodega fundada por el príncipe Lev Golitsin en el siglo XIX. Después de la Revolución Rusa de 1917, el palacio fue nacionalizado y se usó como dacha favorita de Iósif Stalin en la Conferencia de Yalta y en otros momentos.